# Tharoopama trina
Tharoopama trina är en svampart som beskrevs av Subram. 1956. Tharoopama trina ingår i släktet Tharoopama, divisionen sporsäcksvampar och riket svampar.   Inga underarter finns listade i Catalogue of Life.